# Гайнріх Альдегревер
Гайнріх Альдегревер (нім. Heinrich Aldegrever, відомий також як Альберт Вестфальський; 1502 —1561) — німецький живописець і гравер XVI століття, учень школи Альбрехта Дюрера.

## Біографія
Гайнріх Альдегревер народився в 1502 році в Падерборні, в родині Германа Тріпенмеккера, прозваного Альдегревером, який в 1527 році взяв собі це ім'я. У 19 років Альдегревер був прийнятий на роботу в майстерні художника Лутгера том Рінга Молодшого. Альдегревер працював у місті Зост. Там художник у 1525 році створив «Марієнський вівтар», який досі вважається католицьких канонічним іконописом. Однак художник незабаром перейшов до реформаторських ідей. Він згодом відійшов від живопису до гравюри на міді, під сильним впливом Альбрехта Дюрера. Захоплення нюрнберзьким гравером знайшло особливий вираз у прийнятті його знакової форми. Альдегревер став підписувати свої роботи монограмою «AG» аналогічно зображенню монограми А. Дюрера, замінивши букву D на G. Тому дослідники припускають близьке знайомство Дюрера і Альдегревера.
Через участь у  реформаційних рухах того часу вимушений залишити батьківщину, оселився в квітучому тоді місті Зості (нині Зост) у Північному Рейні — Вестфалії.
Там же в Зост Гайнріх Альдегревер і помер в 1562 році.

## Творчість
Картини Гайнріха Альдегревеар вкрай рідкісні, стиль їх сухий і суворий. Знаходяться в галереях Відня, Мюнхена і Берліна. Він залишив більше трьохсот гравюр, головним чином в техніці різця. Останні датуються 1527—1541 рр. Вони визначаються витонченим малюнком і різноманітністю жанрів: алегоричні, міфологічні сюжети, побутові сцени. Альдегревер гравірував також орнаменти, віньєтки і шрифти, тому його зараховують до так званих «майстрів малого формату», або кляйнмайстерів.

### Окремі твори
- 1527 — «Мадонна», «Святий Христофор»
- 1529 — «Адам», «Єва», «Медея та Джейсон», «Марс», «Геракл і Антей»
- 1530 — «Лот і його дочки», автопортрет у віці 28 років
- 1532 — «Йосиф розповідає свої сни»
- 1533 — «Діана», «Меркурій», «Юпітер», «Венера», «Сатурн»
- 1536 — портрет Ян ван Лейдена, портрет Бернхарда Найпердоллінгса
- 1537 — «Гравець з лютнею», автопортрет у віці 35 років
- 1538 — «Суд Париса», портрет Альберта ван дер Елле
- 1539 — «Чотири євангелісти», «Тарквіній і Лукреція»
- 1540 — «Адам і Єва», портрет герцога Вільгельма, портрет Юліха-Кліва-Берга, портрет Мартіна Лютера, портрет Меланхтона
- 1541 — «Танець смерті»
- 1550 — «Геракл», «Переможний Спаситель»
- 1551 — «Адам і Єва»
- 1552 — «Венера і Амур», «Маленькі весільні танцюристи»
- 1553 — «Благовіщення», «Народження Христа», «Мадонна зі смертною короною», «Тіт Манілій»
- 1554 — «Притча про доброго самарянина», «Притча про багатія та Лазаря»
- 1555 — «Історія Сусанни», «Суд Соломона», «Історія Лота», «Немесіда»